# Kunbaracs
Kunbaracs è un comune dell'Ungheria di 670 abitanti (dati 2005). È situato nella contea di Bács-Kiskun.